# Schweizer Meister (Handball)
Diese Listen verzeichnen die Schweizer Meister im Hallenhandball der Männer und Frauen und im Feldhandball der Männer. Es werden beide Ligen der Swiss Handball League (NLA und NLB) und der SPAR Premium League (SPL1 und SPL2) behandelt.
Eine Liste mit allen Wettbewerben ist unter Liste der Sieger der Schweizer Handballwettbewerbe ersichtlich.

## Bisherige Meister der NLA und SPL1

### Herren
- Rang: Bei gleicher Anzahl wird alphabetisch sortiert.
- Verein: Nennt den Verein.
- Anzahl: Anzahl der gewonnenen Titel
- Jahr.: Jahr, in dem der Titel gewonnen wurde.

| Rang | Verein                   | Anzahl Titel | Jahr |
| ---- | ------------------------ | ------------ | --- |
| 1.   | Grasshopper Club Zürich  | 21           | 1950, 1951, 1952, 1954, 1955, 1956, 1957, 1962, 1963, 1964, 1965, 1966, 1968, 1969, 1970, 1975, 1976, 1977, 1979, 1990, 1991 |
| 2.   | Kadetten Schaffhausen    | 15           | 2005, 2006, 2007, 2010, 2011, 2012, 2014, 2015, 2016, 2017, 2019, 2022, 2023, 2024, 2025                                     |
| 3.   | Pfadi Winterthur         | 10           | 1992, 1994, 1995, 1996, 1997, 1998, 2002, 2003, 2004, 2021                                                                   |
| 4.   | TSV St. Otmar St. Gallen | 7            | 1971, 1973, 1974, 1981, 1982, 1986, 2001                                                                                     |
| 5.   | ZMC Amicitia Zürich      | 5            | 1987, 1988, 1989, 2008, 2009                                                                                                 |
| 6.   | BSV Bern Muri            | 3            | 1961, 1980, 1985 |
| 7.   | ATV Basel-Stadt          | 2            | 1967, 1972 |
| 7.   | RTV 1879 Basel           | 2            | 1960, 1984 |
| 7.   | BTV St. Gallen           | 2            | 1958, 1959 |
| 7.   | TV Zofingen              | 2            | 1978, 1983 |
| 7.   | Wacker Thun              | 2            | 2013, 2018 |
| 7.   | TV Suhr                  | 2            | 1999, 2000 |
| 13.  | BSV Borba Luzern         | 1            | 1993 |
| 13.  | STV Rorschach            | 1            | 1953 |

#### Details
- 1950 – Grasshopper Club Zürich
- 1951 – Grasshopper Club Zürich
- 1952 – Grasshopper Club Zürich
- 1953 – STV Rorschach
- 1954 – Grasshopper Club Zürich
- 1955 – Grasshopper Club Zürich
- 1956 – Grasshopper Club Zürich
- 1957 – Grasshopper Club Zürich
- 1958 – BTV St. Gallen
- 1959 – BTV St. Gallen
- 1960 – RTV 1879 Basel
- 1961 – BSV Bern
- 1962 – Grasshopper Club Zürich
- 1963 – Grasshopper Club Zürich
- 1964 – Grasshopper Club Zürich
- 1965 – Grasshopper Club Zürich
- 1966 – Grasshopper Club Zürich
- 1967 – ATV Basel-Stadt
- 1968 – Grasshopper Club Zürich
- 1969 – Grasshopper Club Zürich
- 1970 – Grasshopper Club Zürich
- 1971 – TSV St. Otmar St. Gallen
- 1972 – ATV Basel-Stadt
- 1973 – TSV St. Otmar St. Gallen
- 1974 – TSV St. Otmar St. Gallen
- 1975 – Grasshopper Club Zürich
- 1976 – Grasshopper Club Zürich
- 1977 – Grasshopper Club Zürich
- 1978 – TV Zofingen
- 1979 – Grasshopper Club Zürich
- 1980 – BSV Bern
- 1981 – TSV St. Otmar St. Gallen
- 1982 – TSV St. Otmar St. Gallen
- 1983 – TV Zofingen
- 1984 – RTV 1879 Basel
- 1985 – BSV Bern
- 1986 – TSV St. Otmar St. Gallen
- 1987 – ZMC Amicitia Zürich
- 1988 – ZMC Amicitia Zürich
- 1989 – ZMC Amicitia Zürich
- 1990 – Grasshopper Club Zürich
- 1991 – Grasshopper Club Zürich
- 1992 – Pfadi Winterthur
- 1993 – BSV Borba Luzern
- 1994 – Pfadi Winterthur
- 1995 – Pfadi Winterthur
- 1996 – Pfadi Winterthur
- 1997 – Pfadi Winterthur
- 1998 – Pfadi Winterthur
- 1999 – TV Suhr
- 2000 – TV Suhr
- 2001 – TSV St. Otmar St. Gallen
- 2002 – Pfadi Winterthur
- 2003 – Pfadi Winterthur
- 2004 – Pfadi Winterthur
- 2005 – Kadetten Schaffhausen
- 2006 – Kadetten Schaffhausen
- 2007 – Kadetten Schaffhausen
- 2008 – ZMC Amicitia Zürich
- 2009 – ZMC Amicitia Zürich
- 2010 – Kadetten Schaffhausen
- 2011 – Kadetten Schaffhausen
- 2012 – Kadetten Schaffhausen
- 2013 – Wacker Thun
- 2014 – Kadetten Schaffhausen
- 2015 – Kadetten Schaffhausen
- 2016 – Kadetten Schaffhausen
- 2017 – Kadetten Schaffhausen
- 2018 – Wacker Thun
- 2019 – Kadetten Schaffhausen
- 2020 – kein Meister (Covid-19-Pandemie)
- 2021 – Pfadi Winterthur
- 2022 – Kadetten Schaffhausen
- 2023 – Kadetten Schaffhausen
- 2024 – Kadetten Schaffhausen
- 2025 – Kadetten Schaffhausen

### Damen
- Rang: Bei gleicher Anzahl wird alphabetisch sortiert.
- Verein: Nennt den Verein.
- Anzahl: Anzahl der gewonnenen Titel
- Jahr.: Jahr, in dem der Titel gewonnen wurde.

| Rang | Verein                   | Anzahl Titel | Jahr |
| ---- | ------------------------ | ------------ | --- |
| 1.   | LC Brühl Handball        | 34           | 1970, 1971, 1972, 1973, 1974, 1975, 1976, 1977, 1978, 1979, 1980, 1987, 1988, 1989, 1990, 1991, 1992, 1993, 1994, 1995, 1996, 1997, 2002, 2003, 2007, 2008, 2009, 2011, 2012, 2017, 2019, 2023, 2024, 2025 |
| 2.   | Spono Eagles             | 6            | 2000, 2001, 2006, 2016, 2018, 2022 |
| 3.   | LK Zug                   | 5            | 2010, 2013, 2014, 2015, 2021 |
| 4.   | ATV Basel-Stadt          | 4            | 1982, 1983, 1985, 1986 |
| 5.   | TSV St. Otmar St. Gallen | 3            | 1998, 1999, 2005 |
| 6.   | RTV 1879 Basel           | 2            | 1981, 1984 |
| 7.   | ZMC Amicitia Zürich      | 1            | 2004 |

Quelle

#### Details
- 1970 LC Brühl Handball
- 1971 LC Brühl Handball
- 1972 LC Brühl Handball
- 1973 LC Brühl Handball
- 1974 LC Brühl Handball
- 1975 LC Brühl Handball
- 1976 LC Brühl Handball
- 1977 LC Brühl Handball
- 1978 LC Brühl Handball
- 1979 LC Brühl Handball
- 1980 LC Brühl Handball
- 1981 RTV 1879 Basel
- 1982 ATV Basel-Stadt
- 1983 ATV Basel-Stadt
- 1984 RTV 1879 Basel
- 1985 ATV Basel-Stadt
- 1986 ATV Basel-Stadt
- 1987 LC Brühl Handball
- 1988 LC Brühl Handball
- 1989 LC Brühl Handball
- 1990 LC Brühl Handball
- 1991 LC Brühl Handball
- 1992 LC Brühl Handball
- 1993 LC Brühl Handball
- 1994 LC Brühl Handball
- 1995 LC Brühl Handball
- 1996 LC Brühl Handball
- 1997 LC Brühl Handball
- 1998 TSV St. Otmar St. Gallen
- 1999 TSV St. Otmar St. Gallen
- 2000 Spono Nottwil
- 2001 Spono Nottwil
- 2002 LC Brühl Handball
- 2003 LC Brühl Handball
- 2004 Amicitia Zürich
- 2005 TSV St. Otmar St. Gallen
- 2006 Spono Nottwil
- 2007 LC Brühl Handball
- 2008 LC Brühl Handball
- 2009 LC Brühl Handball
- 2010 LK Zug
- 2011 LC Brühl Handball
- 2012 LC Brühl Handball
- 2013 LK Zug
- 2014 LK Zug
- 2015 LK Zug
- 2016 Spono Eagles
- 2017 LC Brühl Handball
- 2018 Spono Eagles
- 2019 LC Brühl Handball
- 2020 Saison abgebrochen
- 2021 LK Zug
- 2022 Spono Eagles
- 2023 LC Brühl
- 2024 LC Brühl
- 2025 LC Brühl

## Bisherige Meister der NLB und SPL2
Die Sieger der NLB und SPL2 ab der Saison 2001/02.

### Herren
- Rang: Bei gleicher Anzahl wird alphabetisch sortiert.
- Verein: Nennt den Verein.
- Anzahl: Anzahl der gewonnenen Titel
- Jahr.: Jahr, in dem der Titel gewonnen wurde.

| Rang | Verein              | Anzahl | Jahr                   |
| ---- | ------------------- | ------ | ---------------------- |
| 1.   | RTV 1879 Basel      | 4      | 2006, 2007, 2015, 2018 |
| 2.   | TV Endingen         | 3      | 2009, 2011, 2017       |
| 3.   | HSC Suhr Aarau      | 2      | 2014, 2016             |
| 3.   | ZMC Amicitia Zürich | 2      | 2003, 2005             |
| 5.   | Fortitudo Gossau    | 1      | 2008                   |
| 5.   | HC GS Stäfa         | 1      | 2010                   |
| 5.   | HC KTV Altdorf      | 1      | 2013                   |
| 5.   | HS Biel             | 1      | 2004                   |
| 5.   | KTV Muotathal       | 1      | 2002                   |
| 5.   | Yellow Winterthur   | 1      | 2012                   |

Quelle

#### Details
- 2018 RTV 1879 Basel
- 2017 TV Endingen
- 2016 HSC Suhr Aarau
- 2015 RTV 1879 Basel
- 2014 HSC Suhr Aarau
- 2013 HC KTV Altdorf
- 2012 Yellow Winterthur
- 2011 TV Endingen
- 2010 HC GS Stäfa
- 2009 TV Endingen
- 2008 Fortitudo Gossau
- 2007 RTV 1879 Basel
- 2006 RTV 1879 Basel
- 2005 ZMC Amicitia Zürich
- 2004 HS Biel
- 2003 ZMC Amicitia Zürich
- 2002 KTV Muotathal

### Damen
- Rang: Bei gleicher Anzahl wird alphabetisch sortiert.
- Verein: Nennt den Verein.
- Anzahl: Anzahl der gewonnenen Titel
- Jahr.: Jahr, in dem der Titel gewonnen wurde.

| Rang | Verein              | Anzahl | Jahr                   |
| ---- | ------------------- | ------ | ---------------------- |
| 1.   | GC Amicitia Zürich  | 4      | 2012, 2014, 2015, 2017 |
| 2.   | BSV Borba Luzern    | 3      | 2005, 2006, 2007       |
| 3.   | TV Zofingen         | 2      | 2002, 2013             |
| 4.   | HV Herzogenbuchsee  | 1      | 2011                   |
| 4.   | LC Brühl II         | 1      | 2016                   |
| 4.   | SG ATV/KV Basel     | 1      | 2004                   |
| 4.   | SG Zofingen/Olten   | 1      | 2009                   |
| 4.   | Spono Nottwil 2     | 1      | 2003                   |
| 4.   | TV Uster            | 1      | 2010                   |
| 4.   | ZMC Amicitia Zürich | 1      | 2008                   |
| 4.   | LK Zug II           | 1      | 2018                   |

Quelle

#### Details
- 2018 LK Zug II
- 2017 GC Amicitia Zürich
- 2016 LC Brühl II
- 2015 GC Amicitia Zürich
- 2014 GC Amicitia Zürich
- 2013 TV Zofingen
- 2012 GC Amicitia Zürich
- 2011 HV Herzogenbuchsee
- 2010 TV Uster
- 2009 SG Zofingen/Olten
- 2008 ZMC Amicitia Zürich
- 2007 BORBA RAIFFEISEN Luzern
- 2006 BORBA Luzern
- 2005 BSV BORBA Luzern
- 2004 SG ATV/KV Basel
- 2003 Spono Nottwil 2
- 2002 TV Zofingen

## Bisherige Meister im Feldhandball

### Männer
- Rang: Bei gleicher Anzahl wird alphabetisch sortiert.
- Verein: Nennt den Verein.
- Anzahl: Anzahl der gewonnenen Titel
- Jahr.: Jahr, in dem der Titel gewonnen wurde.

| Rang | Verein                       | Meister | Zweiter | Titeljahre                                                                                     |
| ---- | ---------------------------- | ------- | ------- | ---------------------------------------------------------------------------------------------- |
| 1.   | Grasshopper Club Zürich      | 15      | 12      | 1933/34, 1934/35, 1938, 1940, 1946, 1947, 1948, 1951, 1952, 1953, 1955, 1958, 1959, 1963, 1965 |
| 2.   | BTV Aarau                    | 6       | 8       | 1945, 1949, 1950, 1956, 1960, 1962                                                             |
| 3.   | TSV St. Otmar St. Gallen     | 5       | 1       | 1964, 1968, 1969, 1970, 1971                                                                   |
| 4.   | Abstinenten-Turnverein Basel | 3       | 5       | 1933, 1935/36, 1936/37                                                                         |
| 5.   | GG Bern                      | 3       | 0       | 1941, 1942, 1943                                                                               |
| 6.   | TV Suhr                      | 2       | 5       | 1966, 1967                                                                                     |
| 7.   | TV Länggasse Bern            | 2       | 2       | 1954, 1957                                                                                     |
| 8.   | TV Unterstrass               | 1       | 3       | 1961                                                                                           |
| 9.   | HC Amicitia                  | 1       | 0       | 1937                                                                                           |
| 10.  | Pfadi Winterthur             | 0       | 1       |                                                                                                |
| 10.  | RTV 1879 Basel               | 0       | 1       |                                                                                                |

## Bisherige Meister im Kleinfeldhandball

### Männer
| Rang | Verein                  | Meister | Zweiter | Titeljahre             |
| ---- | ----------------------- | ------- | ------- | ---------------------- |
| 1.   | Grasshopper Club Zürich | 4       | 0       | 1967, 1968, 1969, 1970 |
| 2.   | GG Bern                 | 1       | 1       | 1971                   |
| 3.   | BSV Bern                | 0       | 2       |                        |
| 4.   | Pfadi Winterthur        | 0       | 1       |                        |
| 4.   | SV Fides St. Gallen     | 0       | 1       |                        |